# Spandauer Kreuz

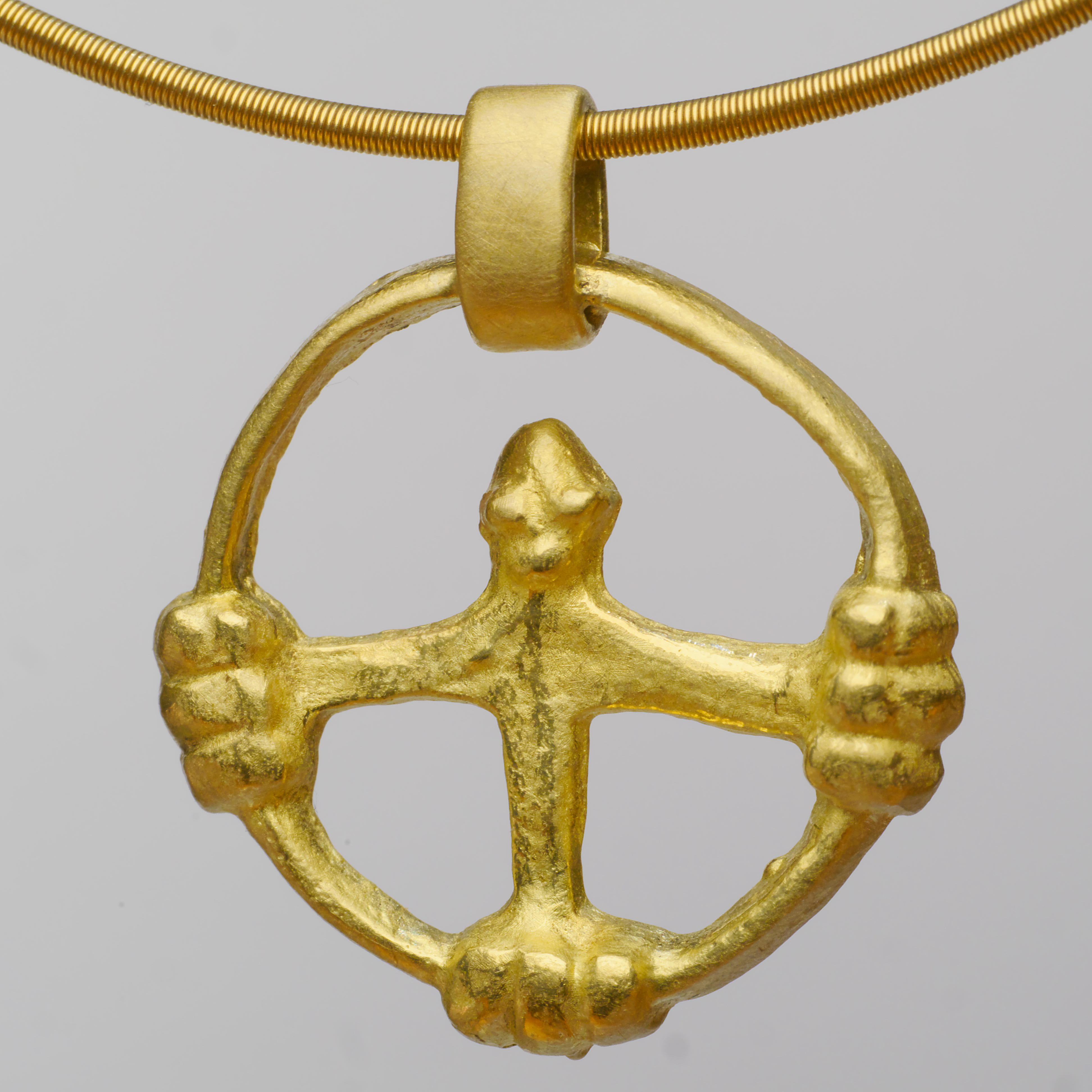
Nachbildung des Spandauer Kreuzes aus Gold

Das Spandauer Kreuz ist ein kreisförmiger Anhänger mit etwa zweieinhalb Zentimetern Durchmesser, der einen stilisierten Kruzifixus in einem Rad mit vier Speichen darstellt.

## Herkunft
Ein Original dieses Kreuzes ist nicht bekannt, jedoch wurden Teile einer entsprechenden tönernen Gussform 1982 bei Grabungen am westslawischen Spandauer Burgwall entdeckt, wo eine um 980 errichtete Saalkirche aus Holz gestanden hatte. Der Berliner Ortsteil Spandau hat dem Kreuz den Namen gegeben.
Mit Hilfe der Form konnte das Kreuz nachgebildet werden. Die Form und eine Replik des Kreuzes sind in Raum 206 (Völkerwanderung und Mittelalter) im Neuen Museum in Berlin-Mitte ausgestellt.

## Darstellung

Radkreuz

Die Darstellung erinnert an romanische Radkreuze, die heidnischen Ursprungs sind und die Sonne symbolisieren. Dieser Brauch ist mit diesem Kreuz auf die christliche Tradition übertragen worden, in der Jesus Christus im Licht seiner Auferstehung in den Speichen des Rades in der Haltung des Gekreuzigten dargestellt ist, wobei die den Kopf darstellende, nach oben gehende Speiche so verkürzt ist, dass sie den Reifen des Rades nicht berührt. Die beiden horizontalen Speichen stellen die Arme dar, und die nach unten reichende Speiche symbolisiert die Beine. Die beiden Hände und der Fuß sind jeweils als drei den Reifen umfassende Gliedmaßen dargestellt, was von Historikern als Hinweis auf die Dreifaltigkeit interpretiert wird. Das Spandauer Kreuz ist eines der ältesten bekannten christlichen Symbole aus dem Berliner Raum.

## Sonstiges
Prälat Hubert Muschalek hatte bei den Ausgrabungen der Gussform teilgenommen und regte an, das Spandauer Kreuz zum Symbol der 1987 gefeierten 750-Jahr-Feier Berlins zu machen. Dies wurde von Joachim Kardinal Meisner aufgegriffen, und Replikate des Kreuzes wurden vor allem an Jugendliche verteilt.
Joachim Kardinal Meisner schenkte auch dem damaligen Weihbischof in Berlin, Wolfgang Weider, ein Pektorale mit einer Reproduktion des Spandauer Kreuzes, als dessen Bischofskreuz mit dem Umriss der geteilten Stadt nach der deutschen Wiedervereinigung 1990 seine Symbolkraft verloren hatte.